# کاروایون
کاروایون (به اسپانیایی: Carhuallún) یک کوه در پرو است که در منطقه انکاش واقع شده‌است. کاروایون ۵٬۲۹۰ متر بالاتر از سطح دریا واقع شده‌است.